# Сантарен (Параиба)
Сантарен (порт. Santarém) — муниципалитет в Бразилии, входит в штат Параиба. Составная часть мезорегиона Сертан штата Параиба. Входит в экономико-статистический микрорегион Кажазейрас. Население составляет 2606 человек на 2006 год. Занимает площадь 74,005 км². Плотность населения — 35,2 чел./км².

## Статистика
- Валовой внутренний продукт на 2003 год составляет 7 235 841,00 реалов (данные: Бразильский институт географии и статистики).
- Валовой внутренний продукт на душу населения на 2003 год составляет 2795,92 реалов (данные: Бразильский институт географии и статистики).
- Индекс развития человеческого потенциала на 2000 год составляет 0,579 (данные: Программа развития ООН).